# Renfield
R. M. Renfield este un personaj fictiv din romanul gotic de groază Dracula (1897) scris de Bram Stoker. A apărut ulterior în alte cărți, piese de teatru, filme, producții TV.
Sindromul Renfield a fost un termen inventat de psihologul Richard Noll în 1992, inițial ca o glumă, pentru a descrie vampirismul clinic.